# ICC Champions Trophy
Die ICC Champions Trophy, manchmal auch Mini World Cup genannt, ist ein seit 1998 alle zwei Jahre ausgetragenes Cricket-Turnier im One-Day International Format. In den Jahren 1998 und 2000 hieß es noch ICC Knock Out Tournament. Die Champions Trophy gilt als das wichtigste Turnier im internationalen Cricket nach dem Cricket World Cup. Dieser Status wird dem Turnier aber seit 2007 durch den T20 World Cup mehr als streitig gemacht, die allerdings in dem kürzen T20I-Format ausgetragen wird.

## Turnier-Modus
Das Format des Turniers hat sich von einem einfachen K.-o.-System, als es noch ICC Knock Out Tournament hieß, zu einem System mit Vorrundengruppen und Play-offs gewandelt. Bis einschließlich 2006 nahmen alle zehn Vollmitglieder des International Cricket Council (ICC) daran teil, seit dem für ursprünglich 2008 geplanten Turnier in Pakistan jedoch nur die ersten acht der ODI-Weltrangliste des ICC. An einigen Turnieren nahmen auch ein oder mehrere Länder aus dem Kreis der Associate Member teil.

## Turniere

### ICC Knock Out Tournament 1998
In einem Qualifikationsspiel für die erste Runde (Viertelfinale) setzte sich Neuseeland gegen Simbabwe durch. Alle Spiele, einschließlich des Qualifikationsspiels, fanden im Bangabandhu National Stadium von Dhaka statt. Südafrika besiegte Neuseeland im Finale mit 4 Wickets, bei noch 3 verbleibenden Over (18 Bällen).

### ICC Knock Out Tournament 2000
Alle Spiele fanden in Nairobi statt. In drei Qualifikationsspielen für die erste Runde (Viertelfinale) setzten sich jeweils Indien gegen Kenia, Sri Lanka gegen die West Indies und England gegen Bangladesch durch. Im Finale besiegte Neuseeland Indien in einem knappen Spiel mit 4 Wicket, bei nur noch 2 verbleibenden Bällen.

### ICC Champions Trophy 2002
Gastgeber des Turniers war Sri Lanka und außer den zehn Testnationen nahmen noch die Niederlande und Kenia teil. Ein Monsunregen beendete jäh das Finale kurz nach dem Start des 2. Innings. Das neu angesetzte Finale am nächsten Tag ereilte exakt dasselbe Schicksal. Der Titel wurde daraufhin geteilt.

### ICC Champions Trophy 2004
Gastgeber des im September 2004 ausgetragenen Turniers war England. An 16 Tagen fanden die 15 Begegnungen an drei Spielorten statt: Edgbaston in Birmingham, Rose Bowl in Southampton und The Oval. Zwölf Teams, inklusive Kenia und den USA, nahmen daran teil. Die West Indies schlugen im Finale England in einem spannenden Spiel nach 48.5 Over mit 2 Wickets.

### ICC Champions Trophy 2006
Gastgeber war diesmal Indien. Spielorte des Turniers waren Mohali, Ahmedabad, Jaipur und Mumbai. In einer Qualifikationsgruppe vor Beginn des eigentlichen Turniers setzten sich Sri Lanka und die West Indies gegen Bangladesch und Simbabwe durch. Australien gewann das Turnier durch einen Sieg über die West Indies in einem durch Regen unterbrochenen Spiel mit 8 Wickets deutlich.

### ICC Champions Trophy 2009
Der Spielplan für das ursprünglich für September 2008 in Pakistan vorgesehene Turnier sah 15 Spiele vor, das Finale sollte in Lahore stattfinden. Erstmals waren nicht alle Test-Nationen automatisch qualifiziert, sondern nur die ersten acht der ODI-Weltrangliste des ICC. Am 24. August 2008 gab der ICC bekannt, dass aufgrund starker Sicherheitsbedenken das Turnier auf Oktober 2009 verschoben werde. Am 1. Februar 2009 entschied der ICC, dass aufgrund der Sicherheitslage in Pakistan das Turnier an ein anderes Land vergeben wird. Im März 2009 wurde schließlich Südafrika als neuer Ausrichter festgelegt, das Turnier fand vom 22. September bis zum 5. Oktober 2009 statt. Im Finale konnte sich Australien gegen Neuseeland durchsetzen.

### ICC Champions Trophy 2013
Im Juli 2010 vergab der ICC die internationalen Turniere bis zum Jahr 2015, unter anderem die Champions Trophy 2013 an den England and Wales Cricket Board. Im Finale konnte sich Indien gegen Gastgeber England durchsetzen.

### ICC Champions Trophy 2017
Die Austragung 2017 wurde abermals in den gleichen Stadien ausgetragen wie das Vorgängerturnier. Im Finale konnte sich Pakistan gegen Indien durchsetzen, nachdem Indien in der Vorrunde das Spiel der beiden Mannschaften noch gewinnen konnte.

### ICC Champions Trophy 2025
Die Austragung für 2025 wurde an Pakistan vergeben. Aufgrund Sicherheitsbedenken bestritt Indien jedoch alle seine Spiele in den Vereinigten Arabischen Emiraten. Im Finale gewann Indien schließlich gegen Neuseeland mit vier Wickets.

### ICC Champions Trophy 2029
Die Austragung für 2029 wurde an Indien vergeben.

### Sonstiges
Ursprünglich hatte der ICC im Jahr 2006 u. a. die Austragung der Champions Trophy 2010 an den Verband der West Indies vergeben. Doch wurde nach der Verschiebung des zunächst für 2008 vorgesehenen Turniers um ein Jahr (siehe oben) entschieden, stattdessen 2010 die dritte World Twenty20 in der Karibik (West Indies) auszutragen.

## Bisherige Turniere
| Jahr         | Gastgeber                             | Sieger               | Finalist             | Format  |
| ------------ | ------------------------------------- | -------------------- | -------------------- | ------- |
| 1998 Details | Bangladesch                           | Südafrika            | West Indies          | KO      |
| 2000 Details | Kenia                                 | Neuseeland           | Indien               | KO      |
| 2002 Details | Sri Lanka                             | Indien und Sri Lanka | Indien und Sri Lanka | Gruppen |
| 2004 Details | England                               | West Indies          | England              | Gruppen |
| 2006 Details | Indien                                | Australien           | West Indies          | Gruppen |
| 2009 Details | Südafrika                             | Australien           | Neuseeland           | Gruppen |
| 2013 Details | England                               | Indien               | England              | Gruppen |
| 2017 Details | England                               | Pakistan             | Indien               | Gruppen |
| 2025 Details | Pakistan Vereinigte Arabische Emirate | Indien               | Neuseeland           | Gruppen |
| 2029 Details | Indien                                |                      |                      |         |